# Ерик Айдъл
Ерик Айдъл (на английски: Eric Idle) е британски комик, актьор и режисьор, а също така автор и композитор на песни. Част е от екипа на Монти Пайтън.
В Монти Пайтън се оформят две групи от сценаристи – на Джон Клийз и Греъм Чапман, и на Тери Джоунс и Майкъл Палин. Ерик е самотникът на групата, предпочитащ да пише сам. Въпреки това понякога му е трудно да представи по забавен начин това, което иска, и му е нужен партньор.
Ерик следва в Кеймбриджкия университет, няколко години след Джон Клийз и Греъм Чапман. Другите членове на групата – Тери Джоунс и Майкъл Палин следват в Оксфорд, а Тери Гилиъм в Оксидентал Колидж в САЩ. През 60-те години комедиантите от Оксфорд и Кеймбридж заедно стават известни като Мафията Оксбридж.
Ерик е талантлив композитор и китарист. Негова е песента „Винаги гледай от светлата страна на живота“, която се превръща в музикалния подпис на групата.

## Избрана библиография
- Hello Sailor, роман, 1975
- The Rutland Dirty Weekend Book, 1976
- Pass the Butler, пиеса, 1982
- The Quite Remarkable Adventures of the Owl and the Pussycat, книга за деца, 1996
- The Road to Mars, роман, 1998